# Mistrzostwa Świata w Hokeju na Lodzie 2017
81. Mistrzostwa Świata w Hokeju na Lodzie 2017 organizowane przez IIHF odbyły się w Niemczech i Francji. Miastami goszczącymi najlepsze reprezentacje świata były Kolonia i Paryż. Turniej elity rozgrywany był w dniach 5 – 21 maja 2017 roku. Zawody były jednocześnie kwalifikacją do następnego turnieju.

## Elita
| Msc. | Reprezentacja     |
| ---- | ----------------- |
|      | Szwecja           |
|      | Kanada            |
|      | Rosja             |
| 4    | Finlandia         |
| 5    | Stany Zjednoczone |
| 6    | Szwajcaria        |
| 7    | Czechy            |
| 8    | Niemcy            |
| 9    | Francja           |
| 10   | Łotwa             |
| 11   | Norwegia          |
| 12   | Dania             |
| 13   | Białoruś          |
| 14   | Słowacja          |
| 15   | Słowenia          |
| 16   | Włochy            |

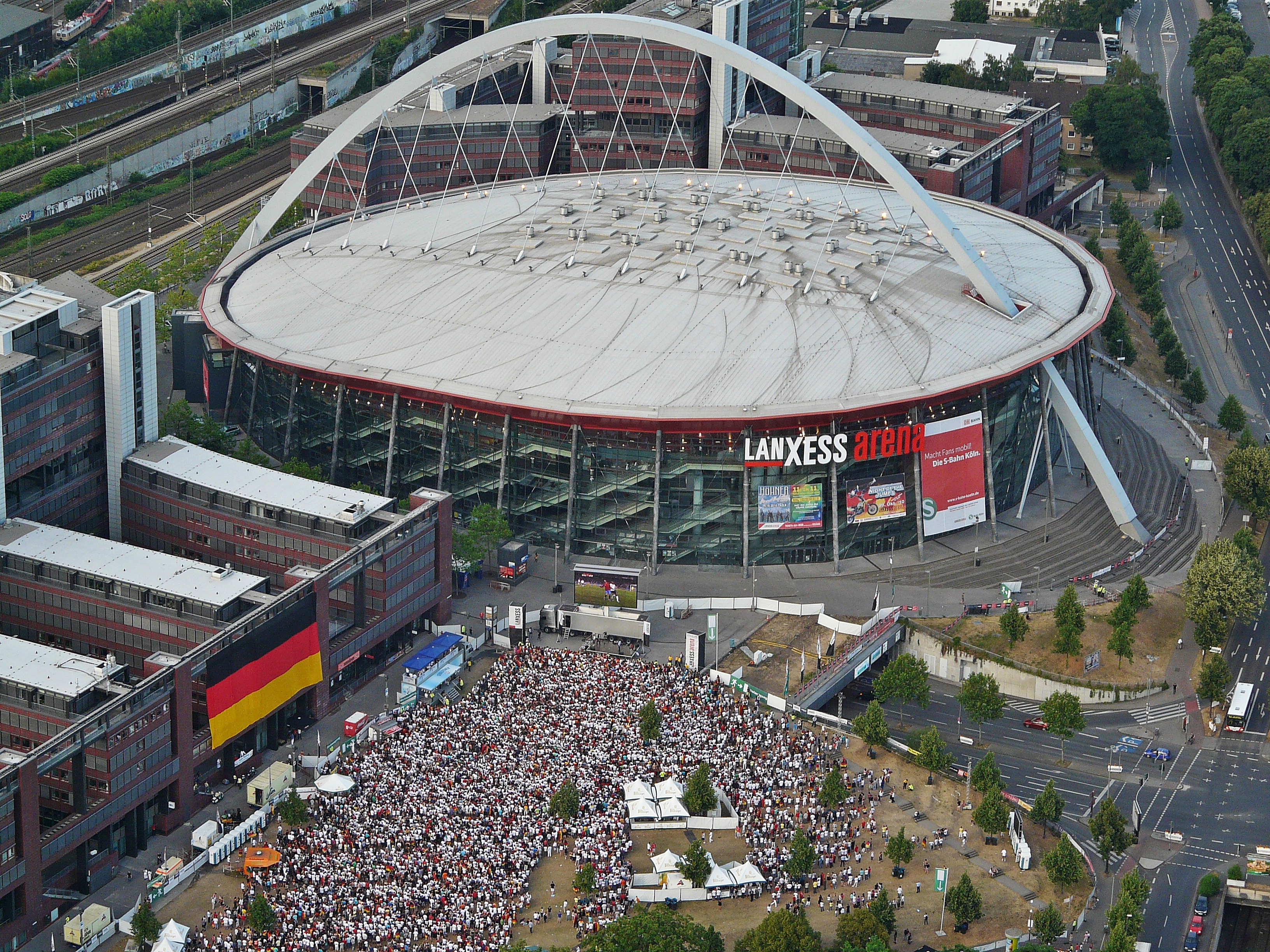
Lanxess Arena

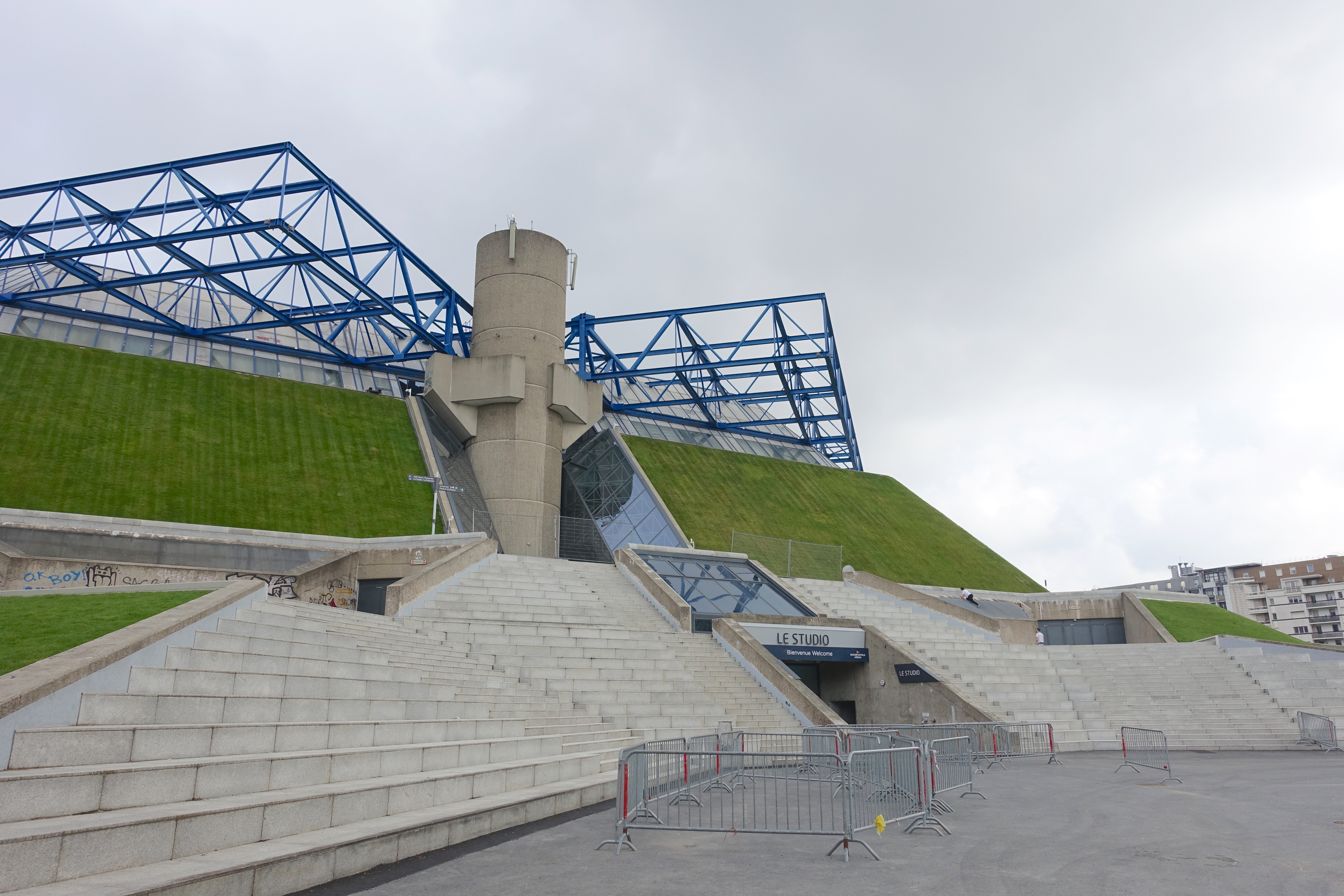
AccorHotels Arena

W tej części mistrzostw uczestniczy 16 najlepszych reprezentacji na świecie. System rozgrywania meczów jest inny niż w niższych dywizjach. Najpierw wszystkie drużyny będą uczestniczyły w fazie grupowej, w której będą podzielone na dwie 8-zespołowe grupy. Cztery czołowe drużyny z każdej grupy automatycznie zakwalifikują się do fazy pucharowej ukierunkowanej na wyłonienie mistrza świata. Ostatnie zespoły z obu grup zostaną zdegradowane do Dywizji I Grupy A. Mecze są rozgrywane w dniach od 5 do 21 maja 2017 roku w Kolonii i Paryżu.

## Pierwsza dywizja
Grupa A
| Lp. | Drużyna          |
| --- | ---------------- |
| 1   | Austria          |
| 2   | Korea Południowa |
| 3   | Kazachstan       |
| 4   | Polska           |
| 5   | Węgry            |
| 6   | Ukraina          |

Grupa B
| Lp. | Drużyna         |
| --- | --------------- |
| 1   | Wielka Brytania |
| 2   | Japonia         |
| 3   | Litwa           |
| 4   | Estonia         |
| 5   | Chorwacja       |
| 6   | Holandia        |

Grupa A Dywizji I jest drugą klasą mistrzowską, z której dwie pierwsze drużyny uzyskują awans do Elity, a ostatni zespół jest degradowany do Grupy B Dywizji I. Grupa B Dywizji I stanowi trzecią klasę mistrzowską. Jej zwycięzca awansuje do Dywizji I Grupy A, zaś ostatnia drużyny spada do Dywizji II Grupy A.
Turnieje I Dywizji zostaną rozegrane:

Grupa A – od 22 do 28 kwietnia 2017 roku w Kijowie, Ukraina

Grupa B – od 23 do 29 kwietnia 2017 roku w Belfaście, Wielka Brytania.

## Druga dywizja
Grupa A
| Lp. | Drużyna   |
| --- | --------- |
| 1   | Rumunia   |
| 2   | Australia |
| 3   | Serbia    |
| 4   | Belgia    |
| 5   | Islandia  |
| 6   | Hiszpania |

Grupa B
| Lp. | Drużyna                  |
| --- | ------------------------ |
| 1   | Chińska Republika Ludowa |
| 2   | Nowa Zelandia            |
| 3   | Izrael                   |
| 4   | Korea Północna           |
| 5   | Meksyk                   |
| 6   | Turcja                   |

Grupa A Dywizji II jest czwartą klasą mistrzowską, z której pierwsza drużyna uzyskują awans do Dywizji I Grupy B, a ostatni zespół jest degradowany do Grupy B Dywizji II. Grupa B Dywizji II stanowi piątą klasę mistrzowską. Jej zwycięzca awansuje do Dywizji II Grupy A, zaś ostatnia drużyny spada do Dywizji III.
Turnieje II Dywizji zostaną rozegrane:

Grupa A – od 3 do 9 kwietnia 2017 roku w Gałaczu, Rumunia

Grupa B – od 4 do 10 kwietnia 2017 roku w Auckland, Nowa Zelandia.

## Trzecia dywizja
| Lp. | Drużyna                      |
| --- | ---------------------------- |
| 1   | Luksemburg                   |
| 2   | Bułgaria                     |
| 3   | Gruzja                       |
| 4   | Hongkong                     |
| 5   | Południowa Afryka            |
| 6   | Chińskie Tajpej              |
| 7   | Zjednoczone Emiraty Arabskie |

Dywizja III jest szóstą klasą mistrzowską, z której pierwsza drużyna uzyskuje awans do Dywizji II Grupy B, pozostałe drużyny pozostają na tym poziomie rozgrywek.
 

Turniej III Dywizji zostanie rozegrany w dniach od 10 do 16 kwietnia 2017 roku w Sofii, w Bułgarii. W związku z dużą liczbą chętnych do gry w tej dywizji we wrześniu IIHF postanowiła o zmianie formuły rozgrywania tego turnieju. Zostaną utworzone dwie czterozespołowe grupy. Przed startem mistrzostw z turnieju wycofała się reprezentacja Bośni i Hercegowiny.